# Videcosville
Videcosville är en kommun i departementet Manche i regionen Normandie i norra Frankrike. Kommunen ligger i kantonen Quettehou som tillhör arrondissementet Cherbourg. År 2022 hade Videcosville 88 invånare.

## Befolkningsutveckling
Antalet invånare i kommunen Videcosville
| Referens: INSEE |